# Ich hatt' einen Kameraden

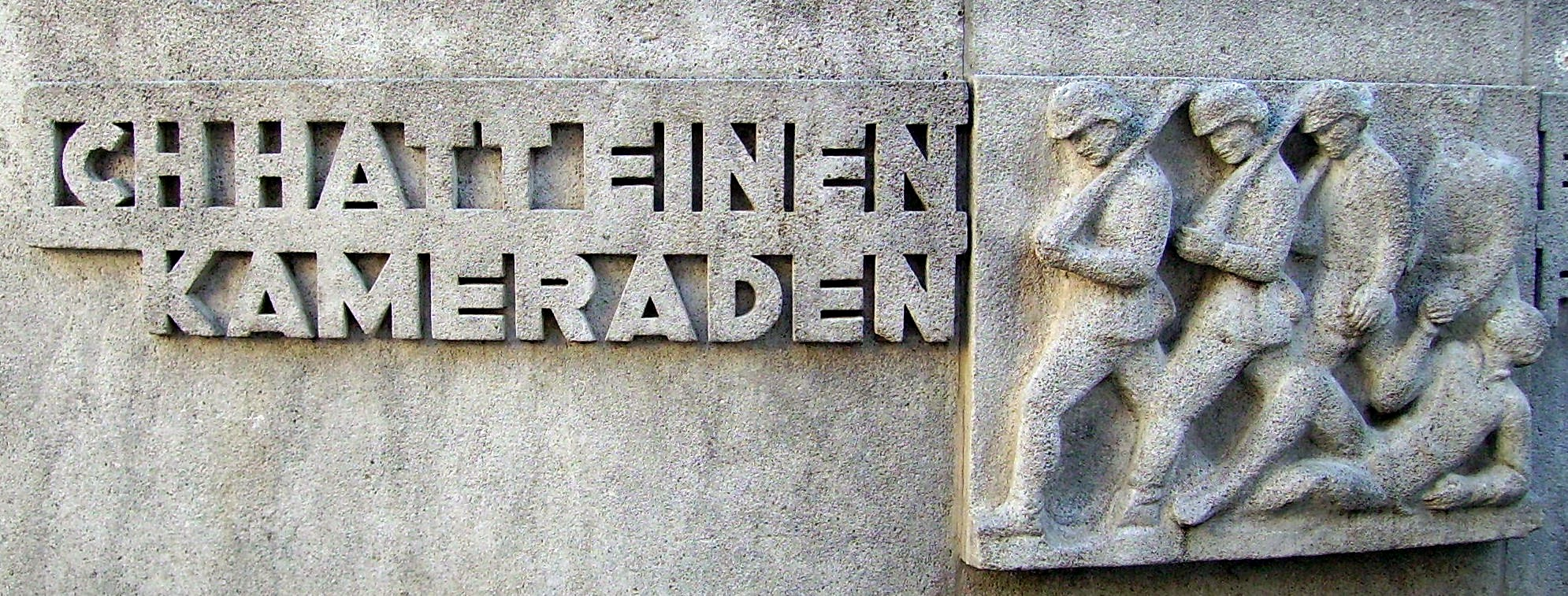
Ich hatt’ einen Kameraden na fontannie w Spirze

Der gute Kamerad („Dobry towarzysz”), znane również jako Ich hatt’ einen Kameraden („Miałem towarzysza”), jest tradycyjną pieśnią pogrzebową w niemieckich siłach zbrojnych.
Autorem tekstu z 1809 r. jest niemiecki poeta Ludwig Uhland.
W 1825 r. kompozytor Friedrich Silcher napisał do nich muzykę.
Pieśń ta jest integralną częścią wojskowych ceremonii pogrzebowych.

## Tekst oryginalny w j. niemieckim
Ich hatt’ einen Kameraden,

Einen bessern findst du nit.

Die Trommel schlug zum Streite,

Er ging an meiner Seite

In gleichem Schritt und Tritt.

Eine Kugel kam geflogen,

Gilt’s mir oder gilt es dir?

Ihn hat es weggerissen,

Er liegt mir vor den Füßen,

Als wär’s ein Stück von mir.

Will mir die Hand noch reichen,

Derweil ich eben lad.

Kann dir die Hand nicht geben,

Bleib du im ew’gen Leben

Mein guter Kamerad!

## Tłumaczenie Adama Asnyka na j. polski[1]
Miałem ja towarzysza –

Lepszego nie znajdziesz, nie!

Gdy bębny do boju grzmiały,

Krok w krok na polu chwały

Szedł razem obok mnie.

Wybiegła na nas kula...

Czy mnie, czy tobie zgon?

Ach! jego mi wyrwała

Jak część mojego ciała:

U nóg mych pada on!

Wyciąga do mnie rękę,

Gdy trzeba spieszyć w bój:

„Ręki ci dać nie mogę;

Idź na wieczności drogę,

O, towarzyszu mój!”